# Bälaryds kyrka

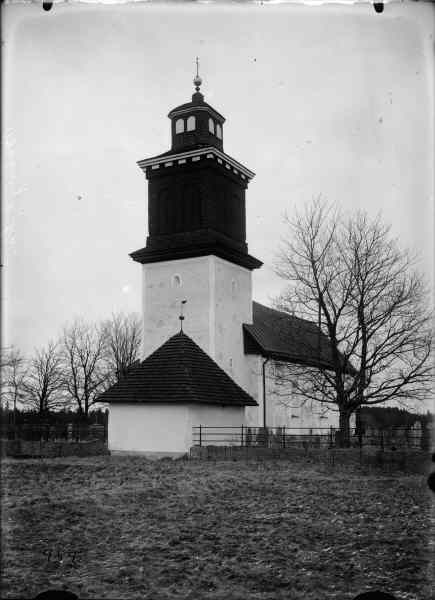
Bälaryds kyrka 1911.

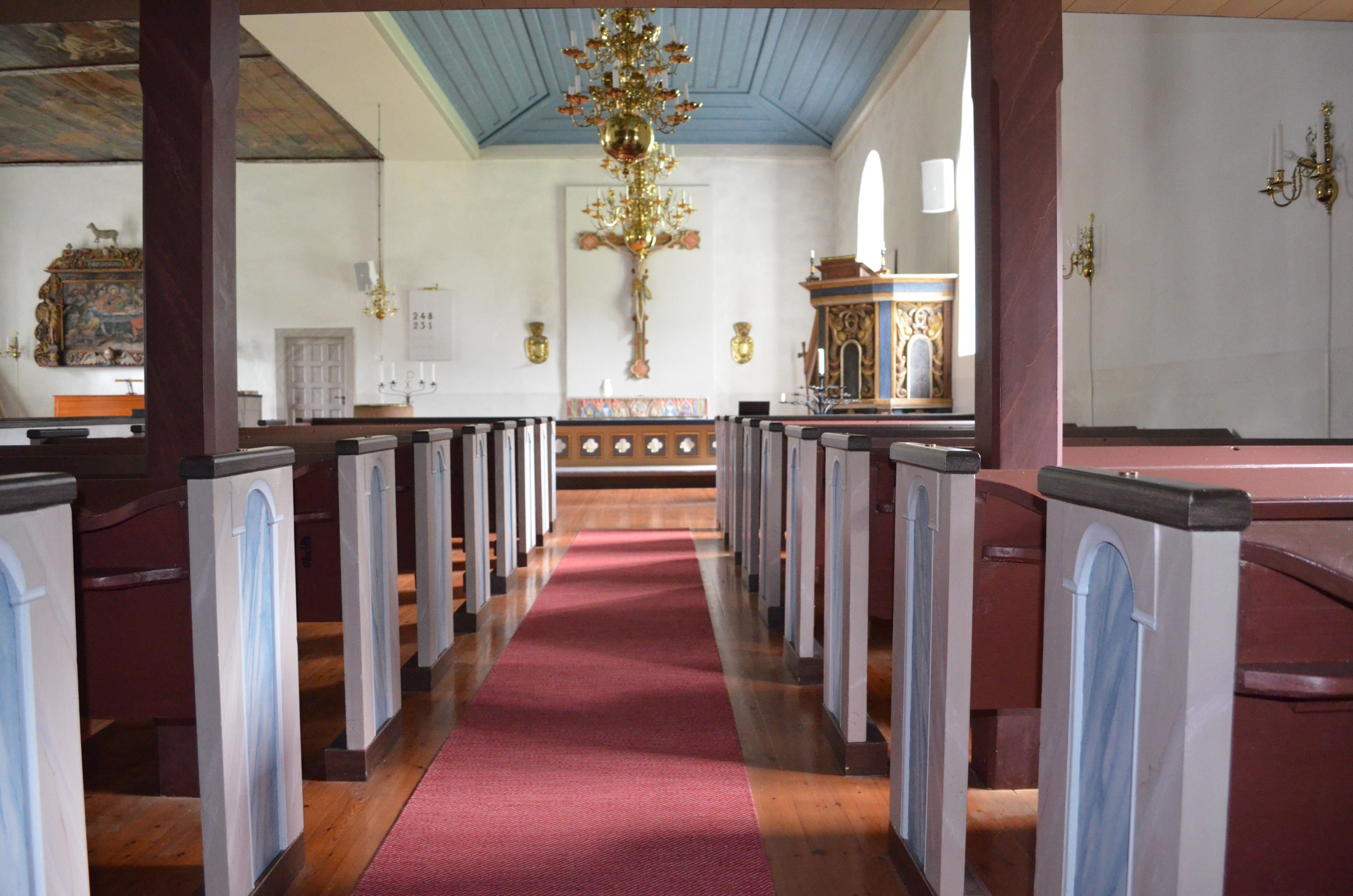
Bälaryd kyrkas kyrkosal

Bälaryds kyrka är en kyrkobyggnad i Aneby församling i Aneby kommun i Småland. Den ligger fem kilometer sydväst om Aneby och tillhör Linköpings stift.

## Kyrkobyggnaden
Bälaryds kyrka är en medeltida enskeppig salkyrka som består av långhus med rakt avslutat kor i öster och torn i väster. Norr om långhuset och koret finns en bred korsarm. Öster om koret och korsarmen finns en vidbyggd sakristia.

## Historik
Kyrkan byggdes på 1200-talet av gråsten. Senare under medeltiden förlängdes den åt öster. Någon gång före 1600-talet uppfördes kyrktornet i väster. 1729 uppfördes nuvarande sakristia i öster. Åren 1739-1740 uppfördes en bred korsarm i norr. I korsarmen finns takmålningar från 1755. 1798 byggdes tornet på med en våning och fick sin nuvarande utformning med lanternin. 1807 revs takvalven med tillhörande pelare på grund av rasrisk. 1909 göts ett betonggolv och nya fönsteröppningar togs upp.

## Inventarier
- Dopfunt av sandsten från 1200-talets första hälft.
- Krucifix av ek, kors av furu, från sydskandinavisk verkstad under 1500-talets första fjärdedel.
- Altartavla av Johan Werner d.ä. 1640.
- Predikstol från 1600-talet.

## Orgel
- 1839: Sven Nordström, Norra Solberga, bygger en mekanisk enmanualig piporgel med bihangspedal. Nästan alla fasadpipor ljudande.
- 1895: Erik Nordström, Eksjö, renoverar orgeln och sätter även in Principal 8' och Fugare 4'.
- 1926 renovering av orgelbyggare Carl Rickard Löfvander, Stockholm.
- 1942: Firma A. Magnusson, Göteborg, gör en renovering och byter ut Trumpet 8' mot en Rörflöjt 4' och sätter in Borduna 16' på en särskild pedallåda. Mekanisk traktur och registratur. Vita undertangenter i manualen (ej ursprungligt). Tonomfånget är 54/18.

Disposition:
| Manual C-f³                   | Pedal C-f°                |
| Principal 8', (fr. c°) (1895) | Borduna 16' (1895)        |
| Rörflöjt 8', B/D (1942)       | f.ö. bihängd              |
| Fleut Amabile 8'              |                           |
| Octava 4' (fasad)             |                           |
| Fugara 4' (1895)              |                           |
| Qvinta 3' (eg. 2 2/3')        | Koppel                    |
| Octava 2'                     | Manual 16' /manual (1895) |
| Crescendosvällare (1926?)     |                           |